# Vichèi
Vichèi (en francès Vichy), és una ciutat francesa, situada al departament de l'Alier i a la regió d'Alvèrnia-Roine-Alps. La seva població és de 26.528 habitants. Els seus habitants s'anomenen Vichyssois en francès i vichaires en occità.
És una estació termal de reputació internacional. Els romans l'anomenaven Aquae Calidae i en pren el nom una aigua mineral, l'aigua de Vichy Catalan. El topònim ha evolucionat de la forma hipotètica Vicarius (nom propi) a formes de tipus Vichiarus°, més endavant Vichèir o Vichier en occità i, erròniament, a Vichèi.
Durant la Segona Guerra Mundial va ser la seu del govern de Vichy del mariscal Pétain.
La ciutat ha donat nom a la famosa sopa espessa coneguda com a vichyssoise, invenció de Louis Diat, xef de l'hotel Ritz de Nova York, natural de Montmarault, localitat propera a Vichèi.

## Personatges il·lustres
- Roger Désormière, compositor.